# معركة النبي صموئيل
معركة النبي صموئيل (17-24 نوفمبر 1917)، هي معركة دارت خلال الانتصار الحاسم للإمبراطورية البريطانية في معركة القدس بين قوات قوة التجريدة المصرية ومجموعة جيش يلدريم [الإنجليزية] التابعة للدولة العثمانية خلال حملة سيناء وفلسطين، في الحرب العالمية الأولى. بدأت معركة القدس بعد يومين من انتهاء انتصار قوة التجريدة المصرية الحاسم في معركة قمة جبل المغار والتي وقعت بعد هزيمة قوة التجريدة المصرية للجيش العثماني وتحقيقها انتصاراً حاسماً في معركة بئر السبع ومعركة غزة الثالثة.
كانت هذه المعركة أولى محاولات قوات الإمبراطورية البريطانية للاستيلاء على القدس. كانت قرية النبي صموئيل، والمعروفة أيضاً باسم «قبر النبي صموئيل»، جزءاً من الدفاعات العثمانية أمام القدس وكان الاستيلاء عليها أمراً حيوياً للاستيلاء على المدينة في نهاية المطاف. تألفت القوة البريطانية المهاجمة من ثلاث فرق، اثنتان من المشاة وواحدة من الخيالة.
استولى اللواء 234 [الإنجليزية] على القرية، وهو جزء من الفرقة 75 [الإنجليزية]، في 21 نوفمبر 1917. ومع ذلك، كان لا يزال يتعين عليهم الدفاع عنها ضد الهجمات المضادة العثمانية يومياً تقريباً. لم يكن في مقدور المشاة البريطانيون اختراق خط الدفاع العثماني الرئيسي، لولا دعم أسلحتهم الثقيلة، وإلا فشل الهجوم في تحقيق هدفه بالوصول إلى القدس.

## خلفية تاريخية
هزمت قوة التجريدة المصرية التابعة للإمبراطورية البريطانية، بقيادة الجنرال إدموند اللنبي، قوات الدولة العثمانية في معركة غزة الثالثة ومعركة قمة جبل المغار في نوفمبر 1917. واستولت الفرقة 75 على محطة التقاطع في 14 نوفمبر خلال تعقبها الجيش العثماني المنسحب. أدى الاستيلاء على المحطة إلى قطع خط السكة الحديدية عن القدس وبقية البلاد وزود القوات البريطانية بمصدر للمياه العذبة. كما أدى إلى عزل الجيش العثماني السابع والثامن. وفي اليوم التالي، استولت فرقة الأنزاك الراكبة على الرملة واللد، على بعد 5 أميال (8.0 كم) شمال المحطة وعلى ساحل البحر المتوسط، ثم استولى لواء البنادق النيوزيلندي الراكب على ميناء يافا في 16 نوفمبر. وتقدم البريطانيون حوالي 60 ميلاً (97 كم) في الأيام العشرة التي تلت معركة غزة، ولكن مقابل خسارة 6000 رجل. فيما لا يُعرف عدد القتلى من القوات العثمانية. لكن البريطانيون تمكنوا من أسر 10.000 رجل إلى جانب 80 قطعة مدفعية و100 مدفع رشاش.. فيما تمكنت غالبية الجيوش العثمانية من الانسحاب نسبياً مرة واحدة على الرغم من هذه الخسائر، لكنها تشتت دون أي وسيلة لمعاونة بعضها البعض في حالة تعرضها للهجوم. علاوة على ذلك، عُزل الجيش السابع العثماني على الجناح البريطاني الأيمن عن شبكة السكك الحديدية الفلسطينية وكان لا بد من جلب جميع إمداداته براً.

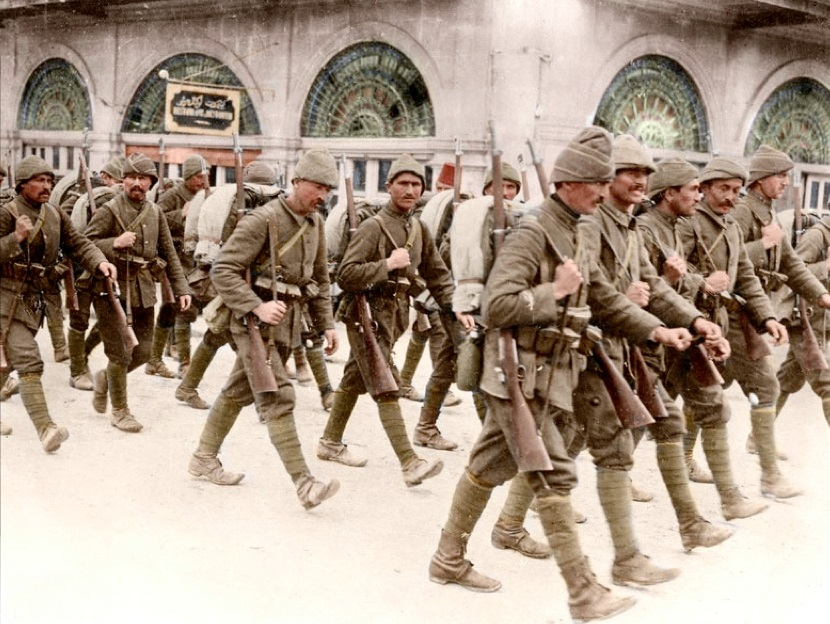
المشاة العثمانيون

شكلت فرقة الأنزاك الراكبة والفرقة 54 (شرق أنجليا) خطاً دفاعياً على السهل الساحلي، استعداداً للهجوم على القدس. بينما انتقل الفيلق الحادي والعشرون إلى تلال الخليل. وخطط ألنبي أولاً لقطع المدينة عن طرق إمدادها في الشمال، بدلاً من الهجوم المباشر عليها. تضمنت الخطة فرقتي مشاة، الفرقة 75 على اليسار، والفرقة 52 (الأراضي المنخفضة) في الوسط، مع فرسان من فرقة يومانري الراكبة على اليمين، للتحرك نحو القدس مع الفرقة 75 عبر طريق يافا - القدس الرئيسي. فيما ستطوق الفرقة الظاهرية مجلس القدس في البيرة على بعد 10 أميال (16 كم) إلى الشمال من المدينة.
كانت قرية النبي صموئيل المعروفة أيضاً باسم قبر صموئيل تقع في طريق الفرقة 75، وهي بمثابة موقع الدفن التقليدي للنبي صموئيل في الكتاب المقدس. تقع القرية على قمة تل يبلغ ارتفاعه 2,979 ق (908 م) فوق مستوى سطح البحر، على بعد 3.1 ميلاً (5.0 كم) شمال القدس. ويمكن لمراقبي القرية داخلها رؤية القدس وهي تسيطر على الطريق من الساحل إلى الغرب والطريق من السامرة إلى الشمال إلى المدينة. كانت القرية جزءاً من الدفاعات العثمانية أمام القدس وكان الاستيلاء عليها أمراً حيوياً للاستيلاء على القدس في نهاية المطاف.

## الهجوم

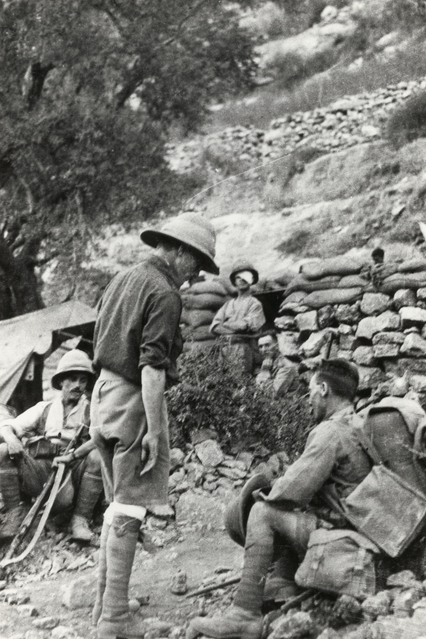
جريح من الكتيبة الرابعة، فوج ويلتشير، الفرقة 75

بدأ الهجوم في 18 نوفمبر، حيث طهرت الفرقة الأسترالية الراكبة منطقة اللطرون التي كانت في طريق الفرقة 75. في اليوم التالي، تحركت فرقة يومناري الراكبة الأبعد أولاً. تلاها الفرقة 52 (الأراضي المنخفضة) التي غادرت اللد والفرقة 75 من اللطرون. الفرقتان الأخريان اللتان كانتا تسيران على جانبي مجنزرات فحسب، وجدتا الأمر أكثر صعوبة وكان على مركباتهما وأسلحتهما الثقيلة العودة إلى الوراء. وتزامن التقدم أيضاً مع بدء هطول أمطار الشتاء، والتي لم تؤثر على التضاريس فحسب، بل تسببت أيضاً في مشاكل للقوات، التي كانت مجهزة فقط للحرب الصحراوية، وكانت تفتقر إلى أي ملابس شتوية. ومع ذلك، وصلت الفرقة 52 إلى بيت لقيا والفرقة اليمنية إلى بيت عور التحتا بنهاية اليوم الأول. تقدمت الفرقة 75 على طول الطريق الصالح الوحيد في المنطقة، وحققت تقدماً طيباً، حيث قاتلت عبر الدفاعات العثمانية على قمة التل، وأمنت قريتي ساريس وكريات العنب في 20 نوفمبر. الأولى بعد الظهر والثانية قبل حلول الظلام في هجوم مشاة تحت حماية حزام كثيف من الضباب حجب رؤية المدافعين. ومع ذلك، واجهوا مواقع حرس المؤخرة فقط وكان لا يزال يتعين عليهم مواجهة القوة العثمانية الرئيسية.
كانت الفرقة 52 تحرز بعض التقدم في مكان آخر، لكن فرقة يومناري واجهت موقعاً قوياً قوامه 3,000 جندي مشاة مدعومين بالمدفعية على سلسلة جبال الزيتون غرب البيرة. إلا أنها تمكنت خلال معارك الكر والفر، في إحدى المراحل من الاستيلاء على الموقع. ومع ذلك، أُجبرت على التقهقر مرة أخرى في 21 نوفمبر.
وفي نفس اليوم غيرت الفرقة 75 اتجاه الهجوم شمال شرق باتجاه البيرة لتلتقي بالفرقة الراكبة. وتوقفت الفرقة عند بدو ومرتفعات النبي صموئيل. أثناء القتال طوال اليوم، استولى اللواء 234 على القرية في نهاية المطاف في ذلك المساء. لكن فرقتي المشاة أصبحتا حينها متعثرتين ولا يمكن إحراز المزيد من التقدم.
واستمر الهجوم البريطاني في اليوم التالي، 22 نوفمبر، على الجيب. إلا أن فرقتي المشاة كانتا بحاجة إلى تعزيزات حينها، وتنقصهما المدفعية التي لم تتمكن من الصعود على المسارات الجبلية. استمر القتال لمدة ثلاثة أيام، ولكن دون اختراق الموقع الدفاعي العثماني الرئيسي، فتوقف الهجوم. وعلى مدار الأسبوعين التاليين، حاول الجيش العثماني استعادة قرية النبي صموئيل. أسر البريطانيون 750 سجيناً خلال هذه الفترة. وقد أثرت الخسائر الفادحة التي لحقت بالعثمانيين أثناء محاولاتهم بشدة على قدرتهم على وقف المحاولة البريطانية التالية للاستيلاء على القدس.
طلب الجنرال بولفين أن يتولى الفيلق العشرين السيطرة على الخط بالنظر إلى الخسائر الفادحة التي تكبدتها قيادته، وبحلول 28 نوفمبر، انتهت إغاثة مختلف مواقع الفيلق الحادي والعشرين. مكنت جهود الفرقتين 52 و75 في الاستيلاء على موطئ قدم على بعض أصعب التلال في مرتفعات الخليل، الجنرال ألنبي من بدء خطة جديدة للاستيلاء على القدس بما يسمح لهما بتقاسم هذا الشرف مع الفرقتين 53 و60 (اللتان كانتا ملحقتان بالفعل على الفيلق العشرين في اللطرون) والفرقة 75، بالإضافة إلى فرقة يومناري الراكبة، التي كانت حاضرة في النهاية.

## التداعيات

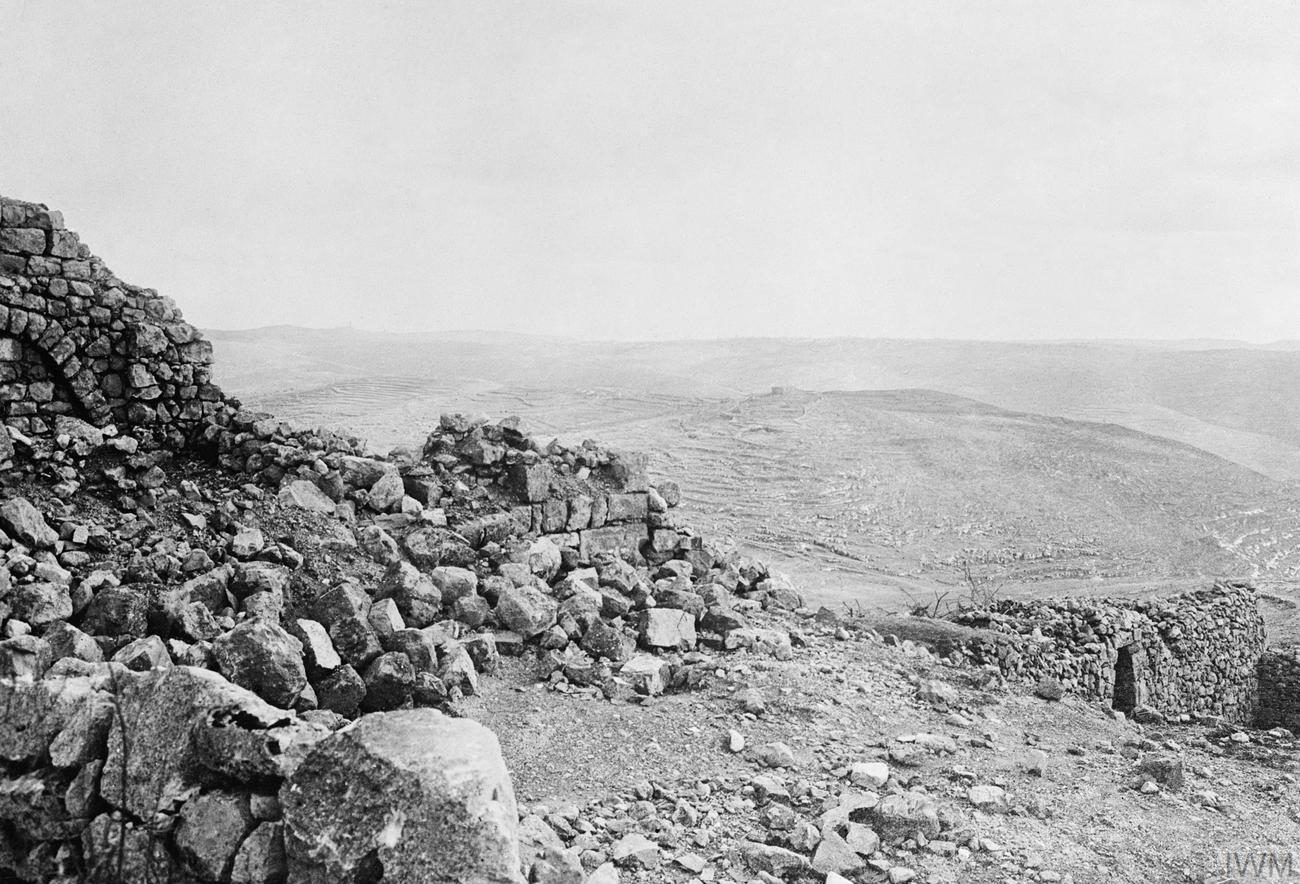
مشهد من قمة النبي صموئيل بعد المعركة

شارة الفرقة 75

تعثرت المحاولة البريطانية الأولى للاستيلاء على القدس بسبب نقص الدعم المدفعي، والحاجة إلى قوات جديدة، وأخيراً حالة الطقس والدفاع العثماني القوي.
فاستغل البريطانيون الفرصة في فترة الهدوء التي سبقت هجومهم التالي، لتحسين الطرق والمسالك في المنطقة، من أجل جلب مدفعيتهم الثقيلة والذخيرة والمياه والإمدادات الأخرى. قرر ألنبي أيضاً دعم الفيلق الحادي والعشرون بالفيلق العشرين الذي كان يتمتع بوقت أكثر هدوءاً في السهل الساحلي.
ومع ذلك، لم يتراجع الجيش العثماني وشن عدة هجمات ضد القوات البريطانية في نهاية نوفمبر وبداية ديسمبر باستخدام تكتيكات مشابهة لتلك التي استخدمها الألمان في هجوم الربيع على الجبهة الغربية في مارس 1918. وصلت التعزيزات البريطانية مما أدى إلى وقف الهجوم العثماني وبادرت بالهجوم في 7 ديسمبر. وغادرت القوة العثمانية القدس ليلة 8/9 ديسمبر وسلمت السلطات المدنية المدينة إلى البريطانيين.
اتخذت الفرقة 75 من المفتاح شارةً لها لأجل دورهم في المعركة، للدلالة على أن المعركة كانت المفتاح للاستيلاء على القدس. ومُنحت أفواج الإمبراطورية البريطانية المشاركة شرف معركة النبي صموئيل على راياتها، تقديراً لدورها في المعركة.

### فهرس المراجع
1. ↑  Bruce, p.151
2. ↑  Bruce, pp.151–152
3. ↑  Bruce, pp.152–153
4. ↑  Bruce, p.155
5. 1 2  Bruce, pp.155–156
6. ↑  "Nebi Samwil – Site of a Biblical Town and a Crusader Fortress". Israel Ministry of Foreign Affairs. مؤرشف من الأصل في 2016-03-04. اطلع عليه بتاريخ 2012-02-16.
7. 1 2  Chappell, p.42
8. ↑  Bruce, p. 156
9. ↑  Bruce, pp.156–157
10. 1 2 3  Bruce, p.157
11. ↑  Rickard، J. "Battle of Nebi Samwil, 18–24 November 1917". History of War. مؤرشف من الأصل في 2023-09-28. اطلع عليه بتاريخ 2012-02-17.
12. ↑  historion.net • History Online • How Jerusalem Was Won – Being the Record of Allenby's Campaign in Palestine • CHAPTER XIII. INTO THE JUDEAN HILLS
13. ↑  The Advance of the Egyptian Expeditionary Force-July 1917 to October 1918, Compiled from official Sources, 'Brief record of service' page 42
14. ↑  Bruce, p.158
15. 1 2  Bruce, p.159
16. ↑  Bruce, pp.162–163
17. ↑  "Battle Honours". The Keep Military Museum. مؤرشف من الأصل في 2022-03-14. اطلع عليه بتاريخ 2012-02-17.[وصلة مكسورة]

### المعلومات الكاملة للمراجع
- Bruce، Anthony (2002). The Last Crusade, the Palestine Campaign in the First World War. London: John Murray. ISBN:0-7195-5432-2.
- Chappell، Mike (2005). The British Army in World War I (3): The Eastern Fronts. Osprey Publishing. ج. 3 of The British Army in World War I. ISBN:978-1-84176-401-6.